# Cawney
Der Cawney, auch Kahni oder Casseney, war ein ostindisches Flächenmaß und galt in Madras. Unterschiedliche Maßketten zeichneten das Maß aus.
- 1 Cawney = 40 Biggas = 800 Cottas/Cottah = 12.800 Cattaks
- 1 Cawney = 40 Biggas = 54,32 Quadratmeter
- 1 Chattaks = 5 Covits lang mal 4 Covits breit.
- 1 Casseney = 24 Maoney = 53,51 Ar[3]

Der Covit war die Meile in Ostindien und im chinesischen Kanton, galt in Madras, Bombay und Kalkutta mit diesen Abmessungen. Er war die Grundlage für das Flächenmaß.
- 1 Covit = 202 13/20 Pariser Linien = 0,456 Meter

In anderen Regionen wich er von diesem ab und betrug beispielsweise in Camboja = 0,63 Meter, auf der Insel Amboina war er = 0,464 Meter und im chinesischen Kanton war das Maß = 0,37 Meter.
Der Cawney/Kahni war auch so geteilt
- 1 Cawney = 24 Maunies/Mahnis/Grounds = 53,5104 Ar[4]